# Câu lạc bộ bóng đá Ninh Thuận
Câu lạc bộ bóng đá Ninh Thuận là một câu lạc bộ bóng đá chuyên nghiệp được thành lập vào năm 2011. Đội có trụ sở tại thành phố Phan Rang – Tháp Chàm, tỉnh Ninh Thuận. Câu lạc bộ hiện đã giải thể. 

## Thành lập
Câu lạc bộ bóng đá Ninh Thuận trước đó được câu lạc bộ bóng đá Thanh Niên Sài Gòn chuyển giao. Sau khi làm lễ ra mắt Câu lạc bộ bóng đá Ninh Thuận vào tháng 12/2011, hai đội Ninh Thuận FC và Sài Gòn FC tham gia trận đấu bóng đá giao hữu tại Sân vận động Ninh Thuận (kết quả hai đội hòa 3-3) trước thềm mùa giải mới. Vào năm 2012, Ninh Thuận FC tham gia vòng loại Giải bóng đá hạng Nhì quốc gia vào năm đó. Đội bóng gồm 26 thành viên, trong đó ban huấn luyện 3 thành viên và 23 cầu thủ.

## Mùa giải hạng nhì quốc gia 2012
Theo kết quả bốc thăm chia bảng của Liên đoàn Bóng đá Việt Nam (VFF), 18 đội bóng được chia thành 3 bảng theo khu vực. Ninh Thuận FC nằm ở Bảng B, gồm: Đắk Lắk, Bình Thuận, Khatoco Khánh Hòa, V&V United, Tuyển trẻ Sài Gòn. Các đội ở mỗi bảng sẽ thi đấu vòng tròn 2 lượt đi và về (sân nhà và sân khách), chọn 4 đội, gồm 3 đội nhất bảng và 1 đội nhì bảng có chỉ số phụ tốt nhất vào thi đấu vòng chung kết. 2 trong số 3 đội bóng xếp cuối bảng có chỉ số phụ thấp nhất sẽ xuống hạng. Tại vòng chung kết, 4 đội sẽ được bắt cặp thi đấu loại trực tiếp. 2 đội thắng sẽ thi đấu trận chung kết và được quyền thi đấu ở Giải bóng đá hạng Nhất quốc gia năm 2013. Đội bóng đá Ninh Thuận FC nằm ở bảng đấu rất khó khăn, với nhiều đội bóng được đánh giá là ứng cử viên nặng ký cho ngôi vị nhất bảng như đội bóng Khatoco Khánh Hòa, V&V United,...

### Kết quả năm 2012
Chung cuộc đội đứng thứ 4 bảng B cùng với 12 điểm sau 3 trận thắng, 3 trận hòa và 4 trận thua và điều này khiến Ninh Thuận FC không thể lọt vào vòng chung kết Giải bóng đá hạng nhì quốc gia năm 2012 và đồng nghĩa không thể thăng hạng lên chơi Giải hạng nhất quốc gia vào năm sau.

## Giải thể
Mặc dù với kết quả này Ninh Thuận FC vẫn có thể tiếp tục thi đấu tại Giải hạng nhì quốc gia 2013 vào năm sau. Nhưng do không đủ chi phí duy trì cho mùa giải năm tới. Vì vậy Ninh Thuận FC đã phải đi đến quyết định giải thể đội bóng sau khi mùa giải 2012 kết thúc, những cầu thủ còn lại cũng trở về với đội Thanh Niên Sài Gòn ở Thành phố Hồ Chí Minh.

## Thành viên nổi bật
- Lê Duy Thanh
- Võ Út Cường
- Bùi Trần Vũ
- Nguyễn Thanh Diệp

## Thành tích đã đạt được

### Đội trẻ Ninh Thuận

#### U13 Ninh Thuận
- Hạng ba Giải bóng đá thiếu niên toàn quốc: 2003, 2006, 2012

#### U16 Ninh Thuận
- Hạng ba Giải vô địch bóng đá U16 Việt Nam: 2004

#### U21 Ninh Thuận
- Huy chương bạc Giải vô địch bóng đá U21 Việt Nam: 2012[6]